# Architecte des bâtiments civils et palais nationaux
L'architecte des bâtiments civils et palais nationaux (BCPN) était, en France, un architecte spécialisé dans la restauration d'un édifice, d'un ensemble monumental ou dans la mise en valeur d'un site, classé pour sa valeur historique, archéologique, esthétique et/ou paysagère. Ce corps d'architectes a été mis en extinction à partir de 1991 et remplacé progressivement par celui des architectes en chef des monuments historiques.

## Historique
Ce grand service des « Beaux-arts », avec son conseil général, est issu des administrations d'Ancien Régime et des architectes du roi. Service constructeur ou gestionnaire, il était responsable des Bâtiments civils et des Palais nationaux : palais et résidences royales comme Versailles, haras nationaux, palais de justice, universités, lycées, monuments commémoratifs….
Le décret no 91-585 du 19 juin 1991 relatif à l’organisation du service d'architecture des bâtiments civils et des palais nationaux a modifié le décret du 22 février 1908 dans les conditions ci-après (le décret no 91-585 du 19 juin 1991 dont le deuxième alinéa de l’article 2 a été abrogé par l’article 32 du décret no 93-1 268 du 29 novembre 1993) : 
- il ne recrutera plus d'architectes en chef des bâtiments civils et des palais nationaux ;
- pour les missions de maîtrise d’œuvre qui leur sont confiées à compter de la date d’entrée en vigueur du décret sur un ou plusieurs édifices classés monuments historiques, les architectes en chef des bâtiments civils et des palais nationaux percevront les honoraires alloués aux architectes en chef des monuments historiques conformément aux dispositions du décret no 87-912 du 5 mai 1987.

## Les conséquences du déclassement de certains bâtiments civils et palais nationaux
Les missions qui ont pour objet l’entretien et les grosses réparations des bâtiments civils et palais nationaux classés monuments historiques ne peuvent donc faire l’objet de mise en compétition. La rémunération doit être la suivante : 
- les bâtiments civils et palais nationaux classés monuments historiques sont désormais assujettis au décret no 87-312 du 5 mai 1987 ;
- pour les autres édifices (bâtiments civils ou palais nationaux) deux cas peuvent se présenter :

1. Il n’y a plus d'architectes en chef des bâtiments civils et palais nationaux pour l’édifice. Dans ce cas, les textes concernant les travaux d’ingénierie et d'architecture s’appliquent pleinement aux opérations ; la loi MOP de juillet 1985 (et ses décrets nos93-1268, 93-1269 et 93-1270 du 29 novembre 1993) n’exclut de son application que les travaux de restauration des monuments historiques, et non les bâtiments civils et palais nationaux non protégés.
2. L'architecte en chef des bâtiments civils et palais nationaux, encore en fonction, bénéficie d’un monopole de droit qui est maintenu jusqu’à sa cessation de fonction. La rémunération de sa mission de maîtrise d’œuvre sera toutefois négociée en vertu du décret no 93-1268 du 29 novembre 1993 et son arrêté du 21 décembre 1993 pris en application de la loi du 12 juillet 1995.

La liste des bâtiments et palais nationaux déclassés du régime défini par le décret du 22 mars 1908 a été publiée au Journal Officiel : voir notamment les JO des 21 juillet 1994 (167 édifices déclassés), 3 février 1996 (67 édifices déclassés) et 11 avril 1996 (33 édifices déclassés).